# Історія освоєння мінеральних ресурсів Малайзії
Історія освоєння мінеральних ресурсів Малайзії
Перші згадки про видобуток олов'яної руди на Малаккському півострові є в арабських джерелах 3 століття. Розробка золота велася з 15 століття в районі Головного хребта Малаккського півострова.
Промислові масштаби гірничих робіт виникають наприкінці 19 століття — на початку 20 століття З 1910 р. англо-нідерландськими концернами ведеться експлуатація нафтових родовищ в штаті Саравак. Максимальні обсяги видобутку олова й золота припадають на 30 — 40-і роки 20 століття, але й у 80-х роках країна залишалася лідером в розробці олов'яного концентрату. Видобуток залізних руд в штаті Джохор розпочато в 1921 р. японськими компаніями, з 1936 р. розроблялися боксити, з 50-х — мідні руди (з середини 70-х величезне родовище Мамут в штаті Сабах). Гірнича промисловість протягом 20 століття мала яскраво виражену експортну спрямованість (головним чином на Японію та США). 1985 року розробка корисних копалин забезпечила Малайзії третину її експортної виручки, але до 1996 р. її частка скоротилася до 7,1 %.
Станом на кінець 20 століття розвідані родовища нафти і газу, руд олова, вольфраму, бокситів, заліза, тантало-ніобатів, міді, а також невеликі родовища бурого вугілля, руд мангану, титану, золота, ртуті, стибію, фосфоритів, каоліну.
Динаміка розвитку гірничої промисловості на початку 21 століття загалом позитивна. Головні сектори — оловорудна та нафтова промисловість (близько 90 % вартості продукції галузі). Мадагаскар — провідний світовий виробник олов'яного концентрату. Інші видобувні корисні копалини — мідна руда, боксити, залізняк, кам'яне вугілля, золото.
Підготовку кадрів гірничо-геологічного профілю здійснюють в Малайзійському технологічному університеті (м. Куала-Лумпур) та в Малайзійському національному університеті (м. Селангор).